# Lithocarpus chittagongus
Lithocarpus chittagongus ist ein immergrüner Baum der Gattung Lithocarpus in der Unterfamilie Quercoideae, Familie Buchengewächse (Fagaceae). Er ist ein Endemit der Chittagong Hill Tracts in Bangladesch.

## Merkmale
Lithocarpus chittagongus ist ein mittelgroßer immergrüner Baum. Alle Pflanzenteile haben eine glatte Oberfläche, mit Ausnahme der mit einem feinen Flaum besetzten aufrecht stehenden männlichen Blütentrauben. Die 12,5 bis 17,5 Zentimeter langen Blätter haben 1,2 bis 2,5 Zentimeter lange Blattstiele und lanzettförmige Blattspreiten mit einer großen Zahl von Sekundärnerven. Die Fruchtbecher haben Durchmesser von 1,2 bis 2,5 Zentimeter und sind verholzt. Sie umschließen die eiförmigen Eicheln, die einen Durchmesser von 0,7 bis 1,5 Zentimeter haben, nur an der Basis bis maximal zur Hälfte. Lithocarpus chittagongus kann von nahe verwandten Arten durch die große Zahl der Sekundärnerven unterschieden werden.

## Vorkommen
Die ersten Funde stammten aus den Kodala-Bergen (22° 26′ 44,2″ N, 92° 6′ 22,3″ O) in der Upazila Rangunia, etwa 35 Kilometer nordwestlich von Chittagong in den Chittagong Hill Tracts, Division Chittagong im Südosten von Bangladesch. Die Art ist ein Endemit der Chittagong Hill Tracts.

## Systematik
Die Gattung Lithocarpus ist mit mehr als 300 Arten in Ost- und Südostasien verbreitet. Sie steht zusammen mit den nahe verwandten Eichen (Quercus) in der Unterfamilie Quercoideae der Familie Buchengewächse (Fagaceae). Zum Zeitpunkt der Erstbeschreibung wurde auch Lithocarpus chittagongus zu den Eichen gezählt. 1912 wurde Quercus spicata mit ihren Varietäten von Ernst Max Schottky in die Gattung Pasania und 1920 von dem Deutschamerikaner Alfred Rehder in die Gattung Lithocarpus gestellt. Paul Robert Hickel und Aimée Antoinette Camus erhoben die Varietät chittagonga 1921 zur Art Pasania chittagonga. Im Rahmen seiner Bearbeitung der botanischen Funde, die 1938 und 1939 von der Vernay-Cutting-Expedition nach Burma gemacht wurden, stellte Elmer Drew Merrill die Art schließlich in die Gattung Lithocarpus.

### Erstbeschreibung
Die Erstbeschreibung von Lithocarpus chittagongus erfolgte 1888 unter dem Namen Quercus spicata var. chittagonga durch den britischen Botaniker George King im fünften Band von Joseph Dalton Hookers Fauna of British India.  Der Artname chittagongensis nimmt Bezug auf den Typenfundort, die Chittagong Hill Tracts.

### Synonyme
- Querqus spicata Sm. var. chittagonga King ex Hook.f.[1][2]
- Lithocarpus spicata Rehder & E.H.Wilson var. chittagonga Rehder[6]
- Pasania spicata Oerst. var. chittagonga Schottky[3]
- Pasania chittagonga (King ex Hook.f.) Hickel & A.Camus[4]